# Boss Media AB
Boss Media AB var en svensk börsnoterad mediekoncern baserad i Växjö av Joel Wikell. Företaget marknadsförde och tillverkade system för digitalt distribuerad spelunderhållning. Bolaget producerade systemlösningar för distributionskanaler som persondatorer, interaktiva videoterminaler, mobiltelefoner, PDA:s och digital-TV.
Boss Media köptes 2008 av GTECH.